# Здравоохранение в Египте
Здравоохранение в Египте включает в себя действующую систему оказания медицинских услуг государственными и частными медицинскими учреждениями, а также статистические данные по заболеваниям в стране и смертности от заболеваний. Развитие осуществляет Министерство здравоохранения и народонаселения Египта.

## Водоснабжение и санитария
Точные данные о доступе граждан Египта к чистой воде и обеспечении санитарии в зданиях разнятся. Согласно официальным данным ООН, следившим за выполнением целей развития тысячелетия, в 2008 году 99% египтян имели доступ к улучшенным источникам питьевой воды, 94 % имели доступ к улучшенной санитарии.
| Водоснабжение и санитария в Египте на 2010 год | Водоснабжение и санитария в Египте на 2010 год | Водоснабжение и санитария в Египте на 2010 год | Водоснабжение и санитария в Египте на 2010 год | Водоснабжение и санитария в Египте на 2010 год |
|                                                |                                                | Городское население (43%)                      | Сельское население (57%)                       | Итого                                          |
| ---------------------------------------------- | ---------------------------------------------- | ---------------------------------------------- | ---------------------------------------------- | ---------------------------------------------- |
| Вода                                           | Общая оценка                                   | 100%                                           | 99%                                            | 99%                                            |
| Вода                                           | Домашнее водоснабжение                         | 100%                                           | 93%                                            | 96%                                            |
| Санитария                                      | Общая оценка                                   | 97%                                            | 93%                                            | 95%                                            |
| Санитария                                      | Канализация                                    | н/д                                            | н/д                                            | 50% (2006)                                     |

Туалеты, распространённые в сельской местности, из-за высокого уровня грунтовых вод, нечастого опорожнения и трещин в стенах, засоряются. Сточные воды просачиваются наружу и загрязняют загрязняют окружающие улицы, каналы и грунтовые воды. Грузовики, куда сбрасываются отходы, не всегда сбрасывают отходы затем в очистные сооружения, а попросту выбрасывают их в окружающую среду. Согласно Национальному исследовательскому центру Правительства Египта, у 40 % жителей Каира нет доступа к горячей воде более чем на три часа; в трёх округах вообще не проложен водопровод. В 2008 году в Суэце прошла акция протеста против подобного бездействия, в ходе которой 500 человек перекрыли главную дорогу на Каир. В 2006 году опрос, проведённый в мухафазе Эль-Файюм, показал, что в 46 % домов слишком низкое давление воды, в 30 % происходят периодические отключения воды, а в 22% домов вообще нет днём водоснабжения. Вследствие этого люди нередко брали загрязнённую воду из каналов для своих нужд, подвергая себя риску смерти от отравления.
Согласно статистике, ежегодно в Египте около 17 тысяч детей умирают от диареи, что часто связывают с несоответствием воды санитарным требованиям. Водоочистные сооружения не обслуживаются должным образом во многих населённых пунктах, вследствие чего часто невозможна ликвидация паразитов, вирусов и прочих микроорганизмов. По данным исследования Министерства здравоохранения, в Асьюте для более 500 тысяч людей питьевая вода несла угрозу здоровью. Проблема не разрешена по состоянию на июнь 2011 года: системы хлорирования колодцев отказали, вследствие чего жителям поставляется неочищенная вода; в грунтовых водах обнаружены опасные бактерии.

## Ситуация со здравоохранением

### Статистика
| Население (2016)                                                                          | 95 000 000 |
| ВНД на душу населения (по ППП), долларов (2013 год)                                       | 10         |
| Продолжительность жизни мужчин/женщин, лет (2016 год)                                     | 68/73      |
| Количество смертей в возрасте от 15 до 60 лет у мужчин/женщин (на 1000 человек, 2016 год) | 205/121    |
| Доля ВВП, выделяемая на здравоохранение (2014 год)                                        | 5,6        |

### Продолжительность жизни
По оценкам ЦРУ на 2014 год, средняя продолжительность жизни в Египте составляла 73,45 лет. Ниже приведена статистика ООН о продолжительности жизни в Египте.
| Период    | Продолжительность жизни, лет | Период    | Продолжительность жизни, лет |
| --------- | ---------------------------- | --------- | ---------------------------- |
| 1950—1955 | 41,1                         | 1985—1990 | 63,5                         |
| 1955—1960 | 46,4                         | 1990—1995 | 65,4                         |
| 1960—1965 | 49,3                         | 1995—2000 | 68,0                         |
| 1965—1970 | 51,6                         | 2000—2005 | 69,0                         |
| 1970—1975 | 53,0                         | 2005—2010 | 69,9                         |
| 1975—1980 | 56,8                         | 2010—2015 | 70,8                         |
| 1980—1985 | 59,9                         |           |                              |

## Заболевания

### Инфекционные
Уровень заболеваемости гепатитом C в Египте составляет 22%, что является крайне высоким показателем в мире (в Пакистане эта доля не превышает 4,8%, в Китае — 3,2%). Предполагается, что причиной тому стала сорвавшаяся кампания по прививанию от шистосомоза, в ходе которой для осуществления инъекций использовались нестерильные шприцы.
Помимо этого, в январе 2009 года в Египте были зафиксированы 52 заражения птичьим гриппом (23 с летальным исходом). При этом по состоянию на 2005 год в Египте было выявлено всего 11 новых случаев туберкулёза на 100 тысяч человек, что является одним из лучших показателей в мире.

### ВИЧ/СПИД
В Египте зафиксирован низкий уровень заражения ВИЧ и СПИД (не более 1% от населения с положительными тестами на ВИЧ). Тем не менее, существует риск эпидемии в связи с нечастым использованием контрацептивов и созданием ситуаций с высоким риском заражения. Согласно данным Национальной программы СПИД, к концу 2007 года в Египте проживали около 1155 человек с диагнозом ВИЧ/СПИД (данные на 2005 год по ООН были хуже: 5300 человек с положительными тестами).

### Курение
Ежегодно в Египте выкуривается 19 млрд. сигарет, что делает страну крупнейшим рынком сигарет среди стран Арабского мира. Помимо табакокурения, в кафе разрешено курение кальянов. В 2012 году доля курильщиков в стране выросла до 20%, что стало абсолютным рекордом в Египте.

### Ожирение
В 1996 году индекс массы тела в среднем по жителям Египта был крупнейшим в мире (26,3). Ожирение в 1998 году фиксировалось у 1,6% детей от 2 до 6 лет, 4,9% детей от 6 до 10 лет, 14,7% детей от 10 до 14 лет и 13,4% подростков до 14 до 18 лет. Также ожирение было у 45% жительниц городов и 20% жительниц сельской местности. Ожирению способствовали употребление жирных продуктов, масел и сахара с начала 1990-х годов, а также оценка полных женщин как более привлекательных для египтян. Помимо этого, в стране была слабая популяризация здорового образа жизни среди молодого поколения, что приводило к детскому ожирению. В настоящее время египетские подростки употребляют газированных напитков в три раза больше, чем молока: у женщин это злоупотребление приводит в будущем к остеопорозу; вероятность появления лишнего веса у подростков выросла за 20 лет в три раза.

### Наркомания
Согласно данным Национального совета Египта по борьбе против наркозависимости, после революции 2011 года в Каире подскочила доля жителей старше 15 лет, использующих наркотики в рекреационных целях, с 6 до 30 %.